# Meslay (Loir i Cher)
Meslay és un municipi francès, situat al departament del Loir i Cher i a la regió de Centre – Vall del Loira. L'any 2007 tenia 300 habitants.

## Demografia

### Població
El 2007 la població de fet de Meslay era de 300 persones. Hi havia 140 famílies, de les quals 40 eren unipersonals (8 homes vivint sols i 32 dones vivint soles), 64 parelles sense fills, 32 parelles amb fills i 4 famílies monoparentals amb fills.
La població ha evolucionat segons el següent gràfic:
Habitants censats

### Habitatges
El 2007 hi havia 152 habitatges, 140 eren l'habitatge principal de la família, 4 eren segones residències i 8 estaven desocupats. 147 eren cases i 5 eren apartaments. Dels 140 habitatges principals, 101 estaven ocupats pels seus propietaris i 39 estaven llogats i ocupats pels llogaters; 3 tenien una cambra, 6 en tenien dues, 8 en tenien tres, 40 en tenien quatre i 83 en tenien cinc o més. 85 habitatges disposaven pel capbaix d'una plaça de pàrquing. A 57 habitatges hi havia un automòbil i a 73 n'hi havia dos o més.

### Piràmide de població
La piràmide de població per edats i sexe el 2009 era:
| Homes | Edats   | Dones |
| ----- | ------- | ----- |
| 0     | 95 o +  | 0     |
| 0     | 90 a 94 | 4     |
| 0     | 85 a 89 | 0     |
| 0     | 80 a 84 | 4     |
| 4     | 75 a 79 | 4     |
| 0     | 70 a 74 | 0     |
| 12    | 65 a 69 | 16    |
| 8     | 60 a 64 | 12    |
| 4     | 55 a 59 | 4     |
| 24    | 50 a 54 | 12    |
| 8     | 45 a 49 | 16    |
| 16    | 40 a 44 | 16    |
| 8     | 35 a 39 | 8     |
| 8     | 30 a 34 | 4     |
| 8     | 25 a 29 | 12    |
| 8     | 20 a 24 | 8     |
| 12    | 15 a 19 | 24    |
| 0     | 10 a 14 | 16    |
| 12    | 5 a 9   | 4     |
| 8     | 0 a 4   | 8     |

## Economia
El 2007 la població en edat de treballar era de 197 persones, 153 eren actives i 44 eren inactives. De les 153 persones actives 148 estaven ocupades (77 homes i 71 dones) i 5 estaven aturades (2 homes i 3 dones). De les 44 persones inactives 26 estaven jubilades, 12 estaven estudiant i 6 estaven classificades com a «altres inactius».

### Ingressos
El 2009 a Meslay hi havia 139 unitats fiscals que integraven 329 persones, la mediana anual d'ingressos fiscals per persona era de 20.513 €.

### Activitats econòmiques
Dels 7 establiments que hi havia el 2007, 1 era d'una empresa extractiva, 1 d'una empresa de fabricació d'altres productes industrials, 1 d'una empresa de construcció i 4 d'empreses de comerç i reparació d'automòbils.
L'únic servei als particulars que hi havia el 2009 era un paleta.
L'any 2000 a Meslay hi havia 6 explotacions agrícoles.

## Equipaments sanitaris i escolars
El 2009 hi havia una escola elemental.

## Poblacions properes
El següent diagrama mostra les poblacions més properes.